# Brighton Municipality
Koordinaten: 42° 42′ S, 147° 15′ O

Die Brighton Municipality ist ein lokales Verwaltungsgebiet (LGA) im australischen Bundesstaat Tasmanien. Das Gebiet ist 180 km² groß und hat etwa 16.500 Einwohner (2016).
Brighton liegt im Südosten der Insel und gehört zur Hälfte zum Gebiet der Hauptstadt Hobart. Das Gebiet umfasst acht Ortsteile und Ortschaften: Bridgewater, Brighton, Brighton Camp, Dromedary, Gagebrook, Old Beach, Pontville und Tea Tree. Der Sitz des Councils befindet sich in der Ortschaft Brighton im Zentrum der LGA, wo etwa 4000 Einwohner leben (2016).

## Verwaltung
Der Brighton Council hat neun Mitglieder. Der Mayor (Bürgermeister), sein Deputy (Stellvertreter) und sieben Councillor werden direkt von den Bewohnern der LGA gewählt. Brighton ist nicht in Bezirke untergliedert.